# ألبرت هوارد
ألبرت هوارد (بالإنجليزية: Albert Howard)‏ (و. 1873 – 1947 م) هو عالم نبات، من المملكة المتحدة، توفي في بلاكهيث، لندن، عن عمر يناهز 74 عاماً.

## التعليم
تعلم في جامعة كامبريدج، وكلية سانت جونز.